# Xestoleberis acuminalis
Xestoleberis acuminalis is een mosselkreeftjessoort uit de familie van de Xestoleberididae. De wetenschappelijke naam van de soort is voor het eerst geldig gepubliceerd in 1902 door Chapman.